# Промышленность строительных материалов Кубы
Промышленность строительных материалов является одной из отраслей экономики Кубы.

## История
Использование древесины в качестве строительного материала для постройки домов на острове началось индейцами таино — в качестве примера можно привести их поселение Лос-Бучильонес, в ходе раскопок которого были найдены детали жилищ (деревянные стропила, прогоны, обшивка стен, кровля из пальмовых листьев…) каркасно-столбовой конструкции округлой формы, а также украшенные резьбой деревянные скамьи. Каменное строительство началось в колониальный период.
В 1890е годы на острове добывали мрамор и гипс, также были известны месторождения яшмы, однако основой экономики являлось земледелие и скотоводство.
В целом, на острове значительные запасы строительных материалов (известняков, мергелей, доломитов, мрамора, гипса, кварцевых песков, каолина и др.).
В 1940е — 1950е годы началось строительство зданий с металлическим каркасом из железобетона, частично вытеснивших местный камень.
Однако до Кубинской революции кубинская промышленность была слаборазвита, собственное производство стройматериалов было невелико: в 1958 году производство всех видов строительных материалов составило 743 тыс. тонн (в том числе, сборных железобетонных конструкций — 15 тыс. м³).

### 1959—1991
После победы Кубинской революции в январе 1959 года США прекратили сотрудничество с правительством Ф. Кастро и стремились воспрепятствовать получению Кубой помощи из других источников. Власти США ввели санкции против Кубы, а 10 октября 1960 года правительство США установило полное эмбарго на поставки Кубе любых товаров (за исключением продуктов питания и медикаментов).
С 1960 года в стране активизировалось жилищное и дорожное строительство, началась индустриализация и значение промышленности стройматериалов (особенно цементной) значительно увеличилось. С помощью Венгрии в Марьянао (пригороде Гаваны) был построен крупный стекольный комбинат.
В 1960е годы была разработана и внедрена система сборных железобетонных элементов («система Хирон»), позволившая применять в строительстве индустриальные методы. В связи с развитием промышленности появилась новая промышленная архитектура.
В 1967 году в структуре промышленного производства на долю промышленности стройматериалов приходилось 6 % от всего промышленного производства страны.
В связи с отвлечением в 1969—1970 гг. значительных трудовых, материальных ресурсов и транспортных средств на уборку и переработку сахарного тростника ряд предприятий в 1970 году недовыполнил производственные планы, но с середины 1970 года в стране были приняты меры по повышению производительности труда путём улучшения организации и введения нормирования труда. В результате, в 1971 году объемы производства в промышленности строительных материалов увеличились на 26 % по сравнению с уровнем 1970 года. Впервые в истории страны производство цемента превысило 1 млн тонн.
В 1973 году промышленность строительных материалов насчитывала 385 предприятий, в ней работали 36 тыс. человек. В этом году было произведено 1750 тыс. тонн цемента.
В 1975 году производство строительных материалов составило 2 млн тонн (в том числе, сборных железобетонных конструкций — 1 млн м³).
В 1979 году правительство Кубы провозгласило курс на бережное потребление ресурсов и расширенное использование местного сырья и вторичную переработку отходов (одним из мероприятий было изготовление стройматериалов из прессованной рисовой шелухи). Кроме того, использовались отходы сахарной промышленности — возле Санта-Крус-дель-Норте и Сьега-де-Авила были построены предприятия по выпуску плит из прессованного багасо (стеблей сахарного тростника).
В 1981 году производство цемента составило свыше 3,25 млн тонн. В окрестностях города Баямо была начата добыча мрамора, который экспортируют в другие страны.
К началу 1984 года главными центрами отрасли являлись города Мариель (с цементным заводом мощностью 1,7 млн тонн цемента в год) и Сьенфуэгос (с заводом мощностью 1,8 млн тонн цемента в год), обеспечивавшие деятельность других предприятий отрасли. Продукция промышленности строительных материалов экспортировалась.

### После 1991
Распад СССР и последовавшее разрушение торгово-экономических и технических связей привело к ухудшению состояния экономики Кубы в период после 1991 года. Правительством Кубы был принят пакет антикризисных реформ, введён режим экономии. Объём жилищного строительства сократился.
В октябре 1992 года США ужесточили экономическую блокаду Кубы и ввели новые санкции (Cuban Democracy Act). 12 марта 1996 года конгресс США принял закон Хелмса-Бёртона, предусматривающий дополнительные санкции против иностранных компаний, торгующих с Кубой. Судам, перевозящим продукцию из Кубы или на Кубу, было запрещено заходить в порты США (что затруднило экспорт кубинских товаров).
В сложившихся условиях объёмы строительства и производства стройматериалов в стране сократились.
В начале 2020 года в стране было освоено производство новой марки цемента «Martirena» с улучшенными свойствами (названной по фамилии разработчика — Fernando Martirena Hernández).

## Современное состояние
Страна обладает значительными залежами сырья для производства стройматериалов.
Кубинская промышленность стройматериалов базируется на собственных сырьевых ресурсах. Ведётся добыча природного мрамора (в 2006 году — 5,5 тыс. м³), гипса (в 2006 году — 72 тыс. тонн). Производство цемента в 2006 году составило 1,7 млн тонн (крупнейший цементный завод — в Сьенфуэгосе, в это время его мощность составляла около 1,5 млн. т в год).